# Фрибур (кантон)
Фрибу́р или Фра́йбург (фр. Fribourg, нем. Freiburg, итал. Friburgo, романш. Friburg) — двуязычный кантон (63 % населения говорят на французском языке, 29 % на немецком) на западе Швейцарии. Административный центр — одноимённый город Фрибур (Фрайбург). Население — 341 537 человек (10-е место среди кантонов; данные 2023 года).

## География
Основная территория кантона расположена к востоку от Невшательского озера. Кроме того, у Фрибура есть анклавы на территории кантона Во.

## История
Первыми обитателями территории современного Фрибура были гельветы. На Муртенском и Невшательском озёрах сохранились остатки их свайных жилищ. Римляне основали здесь колонию Aventicum (ныне город Аванш). В эпоху переселения народов здесь поселились к востоку от реки Аре алеманны, а к западу — бургунды.
С VI века территория разделяла судьбу Королевства бургундов, войдя в IX веке в состав Верхнебургундского государства, а в 1032 году — в состав Священной Римской империи. Как лен Священной Римской империи, она с XII века находилась во владении графов Церинген. Берольд IV основал в XII веке город Фрибур и даровал ему городское право по образцу города Фрайбурга в Брейсгау. В 1218 году Фрибур перешел под власть графов Кибург, в 1277 году — к Габсбургам.
Фрибург, в союзе с бургундскими феодалами, боролся с Берном и потерпел поражение в сражениях при Дорнбюле (1298) и Лаупене (1339). В 1452 году Фрибург перешел к Савойе, а в 1481 году присоединился к Швейцарскому союзу. В 1516 году здесь был заключен вечный мир между Францией и швейцарскими союзными кантонами.
В эпоху реформации Фрибург строго держался католичества и в 1580 году открыл доступ иезуитам. Управление мало-помалу теряло свой первоначальный демократический характер, перешло в руки немногих знатнейших фамилий и к XVI века выродилось в настоящую олигархию.
В 1798 году Фрибург был занят французами и сделался частью Гельветической республики. В 1803 году Фрибург был признан Наполеоном одним из 19 кантонов, а в 1815 году — одним из 22 кантонов Швейцарского союза.
До 1830 года управление продолжало носить аристократическо-олигархический характер; в 1818 году здесь вновь появились иезуиты. Народные волнения 1830 года побудили правящие сферы издать в 1831 году новую конституцию в более либеральном, но строго католическом духе. В 1847 году, вследствие присоединения в 1843 году Фрибурга к Зондербунду, он был занят войсками Союза, и аристократическо-ультрамонтанская партия потеряла свое господствующее положение.

## Население
Большинство население — франкоговорящие швейцарцы, но в двух округах (Зе и Зенcе) преобладают немецкоговорящие. Верующие в основном — католики и, кроме того, есть протестанты — 15 %.

## Административное деление

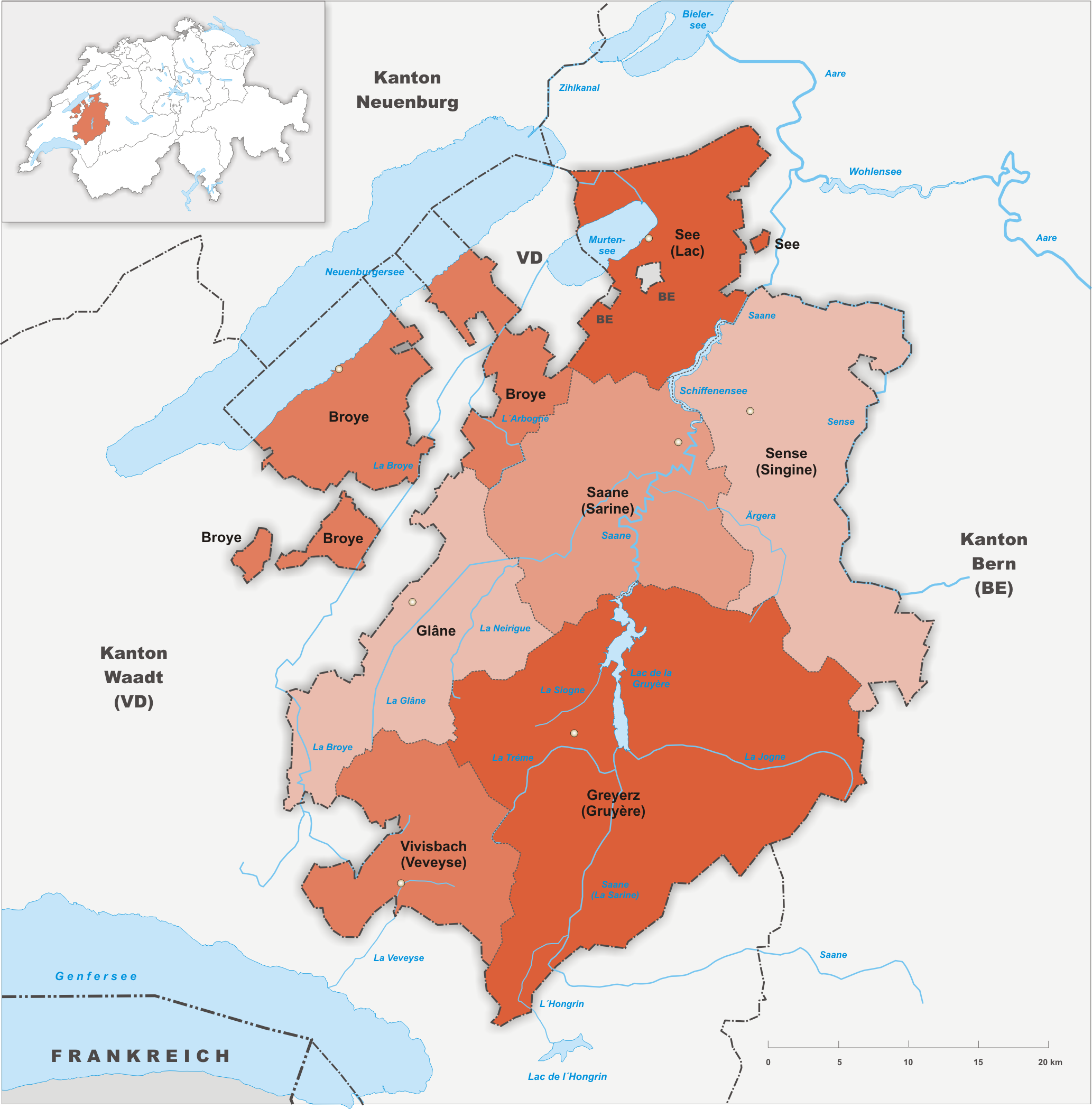
Округа кантона Фрибур.

Кантон делится на 7 округов, в которые входит 121 коммуна (на 2025 год).
| Округ (русск.) | Округ (нем.) | Округ (франц.) | Население, чел. (2023) | Площадь, км² | Адм. центр        | Кол-во коммун (2025) | Язык                 |
| -------------- | ------------ | -------------- | ---------------------- | ------------ | ----------------- | -------------------- | -------------------- |
| Бруй           | Broye        | Broye          | 35 865                 | 173,70       | Эставайе-ле-Лак   | 18                   | французский          |
| Глан           | Glane        | Glâne          | 26 511                 | 168,73       | Ромон             | 14                   | французский          |
| Грюйер         | Greyerz      | Gruyère        | 61 441                 | 489,37       | Бюль              | 25                   | французский          |
| Заане          | Saane        | Sarine         | 111 151                | 217,65       | Фрибур (Фрайбург) | 25                   | французский/немецкий |
| Зе             | See          | Lac            | 39 299                 | 144,91       | Муртен            | 15                   | французский/немецкий |
| Зенсе          | Sense        | Singine        | 46 081                 | 265,22       | Таферс            | 15                   | немецкий             |
| Вевейс         | Vivisbach    | Veveyse        | 21 189                 | 134,23       | Шатель-Сен-Дени   | 9                    | французский          |
| Всего          |              |                | 341 537                | 1670,7       | Фрибур (Фрайбург) | 121                  | французский/немецкий |

## Государственное устройство
Законодательный орган — Большой Совет, исполнительный орган — Государственный Совет, суд апелляционной инстанции — Кантональный Суд, суды первой инстанции — гражданские и уголовные суды.

## Транспорт
Кантон Фрибург хорошо связан с другими областями Швейцарии автострадами A1, A12, а также быстрым железнодорожным сообщением.

## Достопримечательности

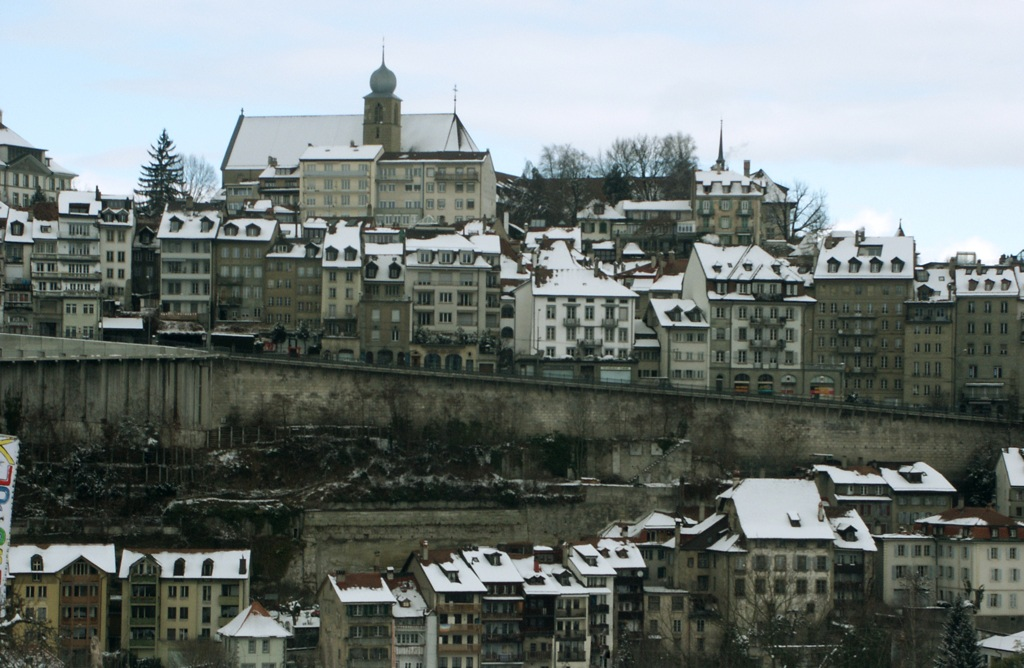
Столица кантона — город Фрибур.

### Музеи
- Грюерский музей (фр. Musée gruérien) — история региона Грюер
- Краеведческий музей долины Шарме (фр. Musée du Pays et Val de Charmey)
- Музей лягушек (фр. Musée des grenouilles)
- Художественная галерея современного искусства Fri-Art
- Университетский ботанический сад (фр. Jardin botanique de l’Université, нем. Botanischer Garten der Universität)
- Музей искусства и истории (фр. Musée d’art et d’histoire, нем. Museum für Kunst und Geschichte)
- Музей естественной истории (фр. Musée d’histoire naturelle, нем. Naturhistorisches Museum)
- Музей Гутенберга (фр. Musée Gutenberg) — Musée suisse des arts graphiques et de la communication
- Музей Гигера — создателя Чужого из одноимённого фильма